# Reissa roni
Reissa roni är en tvåvingeart som beskrevs av Neal L. Evenhuis och Baez 2001. Reissa roni ingår i släktet Reissa och familjen svävflugor.
Artens utbredningsområde är Kanarieöarna. Inga underarter finns listade i Catalogue of Life.